# Odporyszów (gromada)
Odporyszów – dawna gromada, czyli najmniejsza jednostka podziału terytorialnego Polskiej Rzeczypospolitej Ludowej w latach 1954–1972.
Gromady, z gromadzkimi radami narodowymi (GRN) jako organami władzy najniższego stopnia na wsi, funkcjonowały od reformy reorganizującej administrację wiejską przeprowadzonej jesienią 1954 do momentu ich zniesienia z dniem 1 stycznia 1973, tym samym wypierając organizację gminną w latach 1954–1972.
Gromadę Odporyszów z siedzibą GRN w Odporyszowie utworzono – jako jedną z 8759 gromad na obszarze Polski – w powiecie dąbrowskim w woj. krakowskim, na mocy uchwały nr 21/IV/54 WRN w Krakowie z dnia 6 października 1954. W skład jednostki weszły obszary dotychczasowych gromad Odporyszów, Morzychna i Sieradza ze zniesionej gminy Dąbrowa w tymże powiecie. Dla gromady ustalono 17 członków gromadzkiej rady narodowej.
1 stycznia 1958 do gromady Odporyszów przyłączono wieś Podlesie Dębowe ze zniesionej gromady Nieciecza.
31 grudnia 1961 do gromady Odporyszów przyłączono wieś Chorążec ze znoszonej gromady Brnik.
Gromadę zniesiono 1 stycznia 1969, a jej obszar włączono do gromad Dąbrowa Tarnowska (wsie Chorążec, Morzychna, Odporyszów i Sieradza) i Otfinów (wieś Podlesie Dębowe).